# 조선무속고
조선무속고(朝鮮巫俗考)는 한국의 민속학자 이능화(李能和)가 저술한 한국의 무속에 관한 연구서(겸 자료모음집)이다.

## 배경
『조선무속고』는 1927년에 잡지 『계명』(鷄鳴) 19호에 발표된 글이다. 이능화는 1915년에 발표한 「조선인과 각 종교」(『불교진흥회월보』I-9)와 1918년에 저술한 『조선불교통사』하(下)에서 무속을 언급하고 있는데, 이때까지도 무속은 조선조 이래 숭유억불(崇儒抑佛)의 영향으로 사회적으로 천시와 배척의 대상으로 극복해야 할 대상이었지 연구할 가치가 있다고 여겨지지 않았다. 이능화는 우선 "조선의 공교는 다만 상류사회의 자기 이익을 꾀하는 자를 위한 것이요, 하급 인민을 위하여 널리 알리고자 하는 것이 아니다"(「조선인과 각 종교」)라고 할 정도로 유교에 대한 혹독한 비판을 가했고, 불교 전통(한국의 무속과 습합한 상태의)에 대한 관심을 보이며 기존의 애국적 지식인들 사이에서 논의되던 민족의 고유종교에 대한 관심과 재발견에 편승하여, 1922년부터 신교(神敎)에 대한 일련의 연구성과를 발표하였다.
『조선무속고』는 1929년에는 일본어로 번역되어 『조센』(朝鮮) 135호부터 146호까지 연재되었으며, 1933년에 저술한 『조선종교사』에서도 무속에 상당한 지면을 할애하면서도 그 이후의 저술은 『조선무속고』에서 크게 벗어나지 않는다.

## 개요
이능화는 "춤으로 신을 내리게 하고 노래로 신을 흥겹게 하여 재앙을 피하고 복을 부르는 것을 비는 자"라고 무당을 정의한다. 이능화 이전에 한국 무속의 기원에 대해서는 중국의 기자(箕子)가 조선으로 오면서 데리고 왔던 의무(醫巫)와 복서(卜筮)에게서 기원을 찾는 중국기원설이나, 북아시아의 샤머니즘과 연관짓는 견해 등이 있었는데, 이능화는 이에 대해서 한민족이 과거 북아시아 지역에 거주한 적이 있어서 한국의 무속과 북방 샤머니즘에 유사성이 있을 뿐이라고 일축하고, 한국 고유종교의 상징인 환웅이나 단군이라는 이름 자체가 무당이라는 뜻이 있으며 그 이름이 마한의 천군(天君)과 신라의 차차웅(次次雄)으로 이어지고 있다고 보아 무속을 외래 기원이 아닌 한국의 자생적이고 독자적인 문화 전통으로 인식하였다.
그에 따르면 고대에는 왕이 곧 무당일 정도로 무당의 사회적 지위가 높았고 그 사회적 영향력도 컸지만, 유교와 불교, 도교가 수용되면서 점차 무당의 사회적 지위도 추락하고 무속의 영향력도 축소되어갔다. 조직적이고 체계화된 교법(敎法)을 갖고 있던 외래 종교들과는 달리 무속은 문화의 발달에 짝하지 못하고 변화 없이 원시상태에 머물러 유치함을 면하지 못했기에 마침내 사회에서까지 천시당하게 되었다는 것이 이능화의 주장이다. 이러한 외래 종교의 영향은 신에 대한 관념이나 의례 등 다방면에 걸쳐 있었고, 불교와 도교가 함께 무속에 영향을 미쳤지만 혼입 시기나 정도를 볼 때 도교가 불교에 비할 바가 아니라고 보았다. 불교와 도교뿐 아니라 여진족이나 몽골족 등 북방 민족과, 중국 강남 지역의 소수민족과도 관련되어 있는 것으로 보았는데, 이능화에게 신교 즉 단군에 기원을 두는 한국의 고대 종교와는 달리 무속은 그 고유의 순수성을 유지하지 못하고 여러 종교와 여러 문화요소가 혼입된 혼합종교였으며, 이것은 같은 한민족의 고유종교로 보면서도 신교와 무속을 동일시하지 않은 이유이기도 했다.
한편 무속에 대해서도 이능화 자신은 결코 긍정적인 입장은 아니어서, 무속에서 신봉되는 대감신(大監神) 과 다양한 신들의 이름을 나열한 뒤 "이 대감들이란 모두 무당들이 말하는 바로 부인네들을 유혹해서 굿을 하여 재물을 취하는 것이다." "조선 사람의 신앙이 이와 같이 초매(草昧)로다"라고 하는가 하면, 고려 인종 때 일관(日官)이 왕에게 무당을 몰아내자고 건의한 사실을 두고 "고려 시대에는 이미 민지가 깨어 조정에서는 일관을 쓰고 무당을 천하게 여겼다."고 하여, 무속을 신앙하는 것은 무지의 산물이고 배척하는 것은 사람들의 지혜가 깬 결과라고까지 정의한다. 다만 무속을 비난하기 위해서가 아니라 무속을 연구 대상으로 삼아 문제가 되는 점을 고증하면서 무속 현상의 전체적 모습을 드러내려는 학문적 연구의 결과물이라는 점에는 부정할 여지가 없다.

## 구성
『조선무속고』는 총 20장으로 이루어져 있으며, 각 장마다 장 전체를 개관하는 서문을 두었다(단 7장, 11장, 13장에는 서문이 없음). 6장 이하는 대부분이 조선 시대에 관한 것이며, 13장에서는 공창이나 점복, 강신술 등 무당의 다양한 술법들을 12절로 나누어 소개하였는데, 여기서 문헌자료뿐 아니라 저자가 보고 들은 당대의 무속 자료도 상당수 언급하였다. 다른 종교 관련 저술에서는 사(史)라는 이름을 붙였음에도 무속 관련 저술에서는 고(考)라고 붙인 데에 대해서는 이러한 이유가 거론된다.
1. 조선 무속의 유래
2. 고구려의 무속
3. 백제의 무속
4. 신라의 무속
5. 고려 시대의 무속
6. 조선 시대의 무속
7. 궁중에서도 무속을 좋아하다
8. 무격이 소속된 관서
9. 무업세와 신포세
10. 무병 재도
11. 요망한 무당과 음사를 금하다
12. 무당들을 도성 밖으로 쫓아내다
13. 무격의 술법
14. 무고
15. 무축의 용어와 의식
16. 무당이 행하는 신사의 명칭
17. 성황
18. 서울의 무풍과 신사
19. 지방의 무풍과 신사
20. 부록(중국 무속사의 대략)

각 장은 다시 여러 개의 절로 나뉘어 있으며, 각 절에는 관련된 문헌 자료를 원문대로 제시하고 그 출전을 밝혔다. 보충 설명 내지 고증이 필요한 경우 저자의 견해를 밝히는 안설(按說)을 붙였으며, 용어 해설이나 간단한 보충설명의 경우는 해당 부분에 괄호를 치고 세주를 달아 저자의 주정을 분명히 서술함으로써, 독자를 이끌어가려 하지 않고 제시된 자료를 통해 설명하고자 하는 바를 스스로 이해하게 하려 하였다.

## 연구 방법 및 자료
이능화는 "조선 신교의 연원, 조선 민족의 신앙과 사상 및 조선 사회의 변천 상태를 연구하려는 사람은 무속에 착안하여 관찰하지 않으면 안 된다"고 주장하였다. 그는 『조선무속고』를 저술하면서 총 125종(한국 문헌 90종, 중국 문헌 34종, 일본 문헌 1종)의 문헌을 참조하였는데, 그 종류도 역사서와 지리서, 문집, 세시기, 일기, 유서, 전기, 필기, 일기, 문장, 사전, 운서, 유교 경전, 제자백가, 불교 의례집, 무서(巫書) 등에 걸치는 등, 기본적 문헌 연구방법을 취하면서도 무조건 믿지 않고 나름대로 문헌의 성격을 비판적으로 이해하고 그 바탕 위에서 그것을 자료로서 사용하고자 했다.
한국의 무속은 고려 중기 이래로 천시와 배척의 대상이었고, 무속에 대한 논의가 있었다면 주로 탄압과 배격을 위한 것이었다고 보아도 과언이 아니다. 다만 조선 후기에 이르러 무속의 역사와 실상을 파악하려는 움직임이 생겨났는데, 대표적인 것이 이규경의 《오주연문장전산고》(五洲衍文長箋散稿)로, 고금의 사물 가운데 논란이 있는 주제나 고증이 필요한 문제들을 백과사전 형식으로 검토한 이 책에서는 「무격변증설」(권26)이나 「화동음사변증설」(권43), 「김부대왕변증설」(권60) 등의 항목을 두어 한국 무속의 역사와 실상을 언급하였다. 비록 이규경 본인이 관심이 가는 몇몇 측면에 대한 고증일 뿐 종합적이고 체계적인 연구는 아니었으며 결국 "무격은 결코 가까이할 것이 못 된다"(「무격변증설」)는 부정적인 시각을 버리지는 않았지만, 이능화의 『조선무속고』는 전시대의 무속에 관한 논의, 특히 이규경의 논의에서 영향을 받은 것이 많다는 것은 《오주연문장전산고》의 내용이 21회나 인용되고 있는 점에서도 확인할 수 있다.
문헌자료에서 그치지 않고, 이능화는 당대 자신이 본 것, 전해들은 것에 귀를 기울이고, 직접 무당을 찾아가 궁금한 점을 묻기도 하고 무당이 갖고 있던 《성신말법》(聖神語法)이라는 무속 관련 서적을 빌려보기도 했다. 또한 한자의 뜻이나 한국어에 기초하여 무속의 용어를 해석하였으며, 다른 민족의 무속에도 주목하여 한국 무속의 이해를 도모하였다.

## 의의
『조선무속고』는 우선, 한국의 무속에 대한 최초의 본격적인 연구서라는 평가를 받고 있으며, 한국의 민속학에서 무속(巫俗)이라는 언어를 학문적 용어로 정착시켰을 뿐 아니라, 무속에 대한 기사를 다양한 문헌에서 뽑아 정리한 기초 자료집이라는 점에서 의의가 있다. 또한 《성신말법》과 같은 현재 전하지 않는 무속과 관련한 귀중한 자료를 소개하고, 무속의 지역적 특성을 고려하여 지역별로 무속을 정리하고 '지방의 무풍과 신사'라는 장을 나누어 다룬 점은 선구적인 시도로 평가받는다.

## 비판
『조선무속고』의 문제점은 다음과 같이 지적된다.
오자(誤字) 및 인용서적 제목의 오류

문선 과정에서의 실수일 수도 있지만, 분명히 저자가 원사료를 잘못 제시한 데서(혹은 원자료를 인용한 2차 자료를 무비판적으로 인용한 데서) 비롯된 점도 존재한다. 이러한 오자는 사소한 것이라고도 할 수 있지만, 사실을 오도하도록 한 것이라면 문제가 되는데, 《포박자》(抱朴子)를 인용하면서, "포박자를 보니 황제가 동쪽으로 청구 땅에 이르러 자부선생을 뵙고 삼황내문을 받았다. 이를 새기고 이름을 만신이라 하였다(按抱朴子黃帝東到靑丘見紫府先生得受三皇內文以刻名萬神)"고 하여, 만신을 동이 민족의 고대 신사의 기록이라 단정하고 이를 토대로 만신이라는 이름이 청구 즉 조선에서 나왔으며 무당을 만신이라 한 것도 포박자에서 유래를 찾을 수 있다고 주장했지만, 정작 《포박자》의 해당 부분은 "황제가 동쪽으로 청구에 이르러 풍산을 지나다 자부선생을 뵙고 삼황내문을 받았다. 이를 가지고 만신을 부렸다(黃帝東到靑丘過風山見紫府先生得受三皇內文以劾召萬神)고 한 기록을 오해한 것으로, 이 경우의 만신은 단순히 여러 신이라는 의미가 된다. 인용하는 자료에 대해서도, 성종 때에 성균관 유생들이 무녀를 배척한 사건을 《용재총화》에서 인용했다고 했지만 실상은 차천로의 《오산설림초고》에 보이는 내용이며, 충청도 괴산군의 성황당을 설명하면서 《동국여지승람》(東國輿地勝覽)을 제시했지만 실상은 《국조인물고》권45의 박세무조에서 인용한 경우 등 인용서적의 제목을 잘못 소개한 경우가 있기도 하다. 특히 영동 산신제(강릉단오제)의 풍속을 두 차례나 언급하면서 모두 남효온의 《추강냉화》를 전거로 제시하는데, 정작 해당 기록은 《추강집》권5 「유금강산기」에 나오는 내용으로, 후대 무라야마 지준 등 대부분의 연구자들은 이능화의 이러한 잘못을 그대로 답습하여 해당 기록의 출처를 《추강냉화》로 기록하는 오류를 범했다.
관련자료가 아닌 것을 제시한 경우

이능화는 황해도의 무풍을 소개하면서 김상헌의 「장산도천비제문」(《청음집》권9)을 제시하였는데, 이는 요동반도 인근의 장산도를 황해도의 장산곶으로 오인한 데서 비롯한 오류이다. 해당 기록은 인조 4년(1626년) 김상헌이 바닷길로 명(明)에 사신으로 가던 길에 풍랑을 만나 요동반도의 장산도에 머무르면서 천비(天妃)라는 신에게 날이 개기를 빌며 지은 제문으로, 천비는 중국 민간 신앙에서 마조(媽祖)라고도 하여 항해의 안전을 지켜주는 신의 이름이다. 또한 경기도의 무풍을 소개하면서 풍덕군(豊德郡)의 망덕령사(望德嶺祠)를 소개하고 있지만, 정작 망덕령사가 소재한 곳은 경기도 풍덕군이 아니라 황해도 풍천군(豊川郡)이다.
사료에 대한 미흡한 검토

《국조보감》에서 조선 태종이 승려와 무당을 불러 기우제를 지내는 것을 없애겠다고 한 것에 대해, 이능화는 태종대에도 무당을 모아 기우제를 지내게 한 사실이 여러 번 있음을 들어 "유신사관의 찬술로서 사실을 은닉하고 왕의 미덕을 꾸며 지어내서 천하의 후세 사람들을 속이려 한 것"이라고 비판했는데, 태종이 무격 기우제를 지내지 않겠다고 한 기사는 《태종실록》권25 태종 13년 7월 임오조에서 확인되며, 해당 기사를 가지고 《국조보감》을 비난하는 주장은 성립되기 어렵다.
보편성에 대한 지나친 강조

이능화는 한국 무속의 고유성을 주장하면서도 구체적으로 그 특수성을 지적하고 있지는 않은데, 이 점은 한국문화의 특수성을 부각시키고자 했던 신채호 등의 민족사학자와는 상당한 차이를 보인다. 다만 한국의 무당과 일본의 신관, 만주의 살만이 모두 의례에서 방울을 사용하는 것을 들어 이들의 근원을 같은 것으로 본 것이나 일본의 고대 무축은 신관으로서 한국의 천군이나 차차웅과 서로 유사한 것이라고 보는 등, 한국의 무속을 언급하면서 주변 민족의 무속과의 공통성을 더욱 강조하는 경향을 보인다.